# أستريت سلماني
أستريت سلماني (مواليد 13 مايو 1997) هو لاعب كرة قدم كوسوفي يلعب في مركز المهاجم في نادي نادي هبوعيل بئر السبع.

## روابط خارجية
- أستريت سلماني على موقع الاتحاد الأوربي (الإنجليزية)
- أستريت سلماني على موقع اتحاد السويد (السويدية)
- أستريت سلماني على موقع قاعدة بيانات كرة القدم.إي يو (الإنجليزية)
- أستريت سلماني على موقع ناشيونال فوتبول تيمز (الإنجليزية)
- أستريت سلماني على موقع Soccerway.com (الإنجليزية)
- أستريت سلماني على موقع عالم كرة القدم.نت (الإنجليزية)